# FMT Gezondheidszorg
FMT Gezondheidszorg is een Nederlandstalig kennisplatform voor technologie en huisvesting in de zorg.

## Inrichting kennisplatform
FMT (volledig: Facility Management Technology) Gezondheidszorg kent diverse mediavormen in de vorm van een vakblad, een digitaal magazine, een digitale nieuwsbrief en een website.
De redactie bestaat uit journalisten, wetenschappers en professionals werkzaam op diverse terreinen in en voor de zorgsector. Het platform focust zich op innovaties die de zorg kunnen verbeteren, waarbij de diverse onderwerpen in samenwerking met zorginstellingen worden behandeld.

## Media
Het vakblad FMT Gezondheidszorg wordt gelezen in Nederland en Vlaanderen. Een belangrijk deel van de lezers heeft een individueel of collectief abonnement via een (beroeps)organisatie. Het vakblad verschijnt zes keer per jaar en heeft een oplage van circa 4200 exemplaren.